# تماشاخانه کوچک ژان رنوار
تماشاخانهٔ کوچک ژان رنوار (فرانسوی: Le Petit Théâtre de Jean Renoir‎) تله‌فیلمی به نویسندگی و کارگردانی ژان رنوآر و آخرین اثر اوست که از ۴ فیلم کوتاه تشکیل شده‌است: «واپسین شام کریسمس»، «پولیش برقی کف‌پوش»، «آنگاه که عشق می‌میرد» و «ادای احترامی به بردباری».